# Rottboellia purpurascens
Espèce
Rottboellia purpurascens est une espèce de plantes monocotylédones de la famille des Poaceae, 
sous-famille des Panicoideae, originaire des régions tropicales de l'Afrique.
Ce sont des plantes herbacées vivaces aux tiges (chaumes) robustes, dressées, pouvant atteindre 160 cm de long. L'inflorescence est composée de racèmes.